# Metaphaenodiscus yasumatsui
Metaphaenodiscus yasumatsui är en stekelart som beskrevs av Svetlana N. Myartseva och Trjapitzin 1979. Metaphaenodiscus yasumatsui ingår i släktet Metaphaenodiscus och familjen sköldlussteklar.
Artens utbredningsområde är Thailand. Inga underarter finns listade i Catalogue of Life.